# Kölschglas

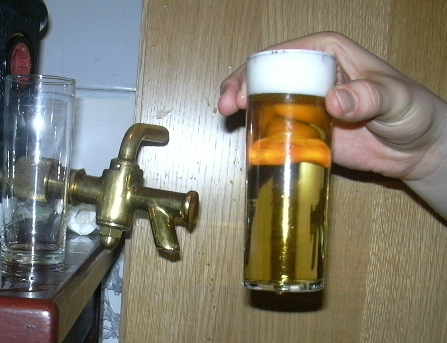
Il tipico bicchiere della birra Kölsch

Il Kölschglas (chiamato anche Kölner Stange) è un bicchiere cilindrico alto circa 15 cm e con un diametro di circa 5 cm tradizionalmente utilizzato per la birra Kölsch. 
Il bicchiere ha una capacità di 0,2 l, le dimensioni ridotte sono dovute alla scarsa stabilità della schiuma di questo tipo di birra che versata in bicchieri di diametro maggiore sparirebbe rapidamente.